# Sør-Aurdal
Sør-Aurdal é uma comuna da Noruega, com 1 109 km² de área e 3 251 habitantes (censo de 2004).         